# ألكسيس هارتمان
ألكسيس هارتمان (بالإنجليزية: Alexis Frank Hartmann)‏ هو طبيب أطفال أمريكي، ولد في 30 أكتوبر 1898، وتوفي في 6 سبتمبر 1964.